# KS Warta Poznań
Warta Poznań – polski klub sportowy, wielosekcyjny, zał. 15 czerwca 1912 roku trzeci pod względem wieku w Poznaniu (po Posnanii – 1907 i KW 04 – 1904). Od 2021 członek Wielkopolskiej Izby Przemysłowo-Handlowej.

## Piłka nożna

### Sukcesy
- Mistrz Polski (2 razy) – 1929, 1947
- Wicemistrz Polski (5 razy) – 1922, 1925, 1928, 1938, 1946
- Trzecie miejsce (7 razy) – 1921, 1923, 1926, 1927, 1932, 1935, 1936
- Półfinalista Pucharu Polski – 1926
- Wicemistrz Polski juniorów U-19 (2 razy) – 1936, 1975
- Mistrz Wielkopolski (11 razy) – 1913, 1914, 1920, 1921, 1922, 1923, 1924, 1925, 1926, 1946, 1947
- Wicemistrz Wielkopolski – 1919
- Król strzelców – (1932) Kajetan Kryszkiewicz

## Hokej na trawie

### Historia
Sekcja hokeja na trawie powstała w Warcie 26 lipca 1923 roku, a założyła ją część byłych zawodników rozpadającego się Klubu Gimnazjalnego "Argon". Już w roku powstania sekcja rozgrywa kilka spotkań, a w 1924 roku drużyna Warty gra w Sopocie z tamtejszym Zoppoter Tennis Club i w Gdańsku z Danziger Hockey Club, przegrywając i remisując. W 1925 roku Warta rozegrała dwa spotkania w Warszawie z Warszawskim Towarzystwem Łyżwiarskim, odnosząc druzgocące zwycięstwa 6:0 i 11:2. Trudno dziś osądzić co się stało, ale w 1926 roku, praca w sekcji zamiera, a w 1927 roku, zarząd decyduje się na jej rozwiązanie.
W tym miejscu należy zaznaczyć, że w Poznaniu były znakomite warunki do uprawiania tej dyscypliny, co zaowocowało w 1926 roku powstaniem Polskiego Związku Hokeja na Trawie.
W 1929 roku, z inicjatywy E. Poszwy i L. Kędzi, zostaje reaktywowana sekcja hokeja na trawie, z tym, że jest to jeden z oddziałów sportów zimowych. 1 stycznia 1930 roku, sekcja poważnie się wzmacnia dzięki fuzji z Klubem Łyżwiarskim Poznań
(posiadał najstarsą sekcję hokeja na trawie w Poznaniu). W tymże roku Warta zdobywa nagrodę Miejskiego Komitetu Wychowania Fizycznego i Przysposobienia Wojskowego, pokonując ówczesnego mistrza Polski – Lechię Poznań i wicemistrza – Czarnych Poznań.

### Sukcesy
- Mistrz Polski (12 razy): 1963, 1965, 1967, 1968, 1969, 1970, 1971, 1972, 1973, 1975, 1976, 1980
- Wicemistrz Polski (10 razy): 1938, 1957, 1961, 1962, 1964, 1966, 1974, 1977, 1978, 1981
- Trzecie miejsce (9 razy): 1952, 1953, 1952, 1956, 1958, 1982, 2011, 2019, 2025
- Halowy Mistrz Polski (9 razy): 1964, 1969, 1970, 1971, 1973, 1975, 1976, 1979, 1982
- Halowy Wicemistrz Polski (4 razy): 1974, 1977, 1978, 2024
- Halowy brązowy medalista Mistrzostw Polski (5 razy): 1962, 1963, 1965, 1968, 1985

## Boks

### Historia
Sekcja bokserska Warty Poznań powstała 23 kwietnia 1924 roku z inicjatywy Czesława Mikołajewskiego i Henryka Linkego. Warta była pierwszym drużynowym mistrzem Polski. W latach międzywojennych, był to najbardziej zasłużony klub dla polskiego boksu, zaliczany do najlepszych klubów pięściarskich w Europie. Klub ten dochował się wielu olimpijczyków, mistrzów i medalistów mistrzostw Europy, a także mistrzów i medalistów w mistrzostwach Polski w boksie. Po zakończeniu działań wojennych, boks w Warcie ulega znacznemu osłabieniu na skutek poniesionych strat wywołanych wojną. Kolejne lata to odejście z klubu, wielu czołowych zawodników, reprezentantów kraju do innych klubów w Polsce. W następnych latach klub nie jest w stanie odbudować swojej pięściarskiej potęgi. Dalsze lata przynoszą, brak sukcesów i coraz słabsze zainteresowanie rozwojem boksu w klubie. W dniu 27 maja 1961 roku nastąpiło rozwiązanie sekcji pięściarskiej w klubie Warta Poznań.

### Sukcesy
- Mistrz Polski (11 razy): 1927, 1928, 1930, 1932, 1933, 1934, 1935, 1936, 1937, 1938, 1939

## Tenis
Sekcja tenisowa KS Warta Poznań powstała 6 maja 1914 roku w Poznaniu z inicjatywy współzałożyciela Klubu i pierwszego kapitana drużyny piłkarskiej Mariana Beyma. Jest obecnie najstarszą aktywną sekcją tenisową w Polsce. Jest założycielem i od 1921 roku członkiem Polskiego Związku Tenisowego. Pierwszym prezesem  związku był „warciarz” Zdzisław Szulc.
W rozgrywkach I ligi zdobyła w latach 1965 i 1970 tytuł Drużynowego Mistrza Polski a w latach 1961, 1964, 1966, 1969 tytuł wicemistrzowski. 
Sekcja jest znana z indywidualnych osiągnięć Wiesława Gąsiorka, Józefa Piątka i Jolanty Rozali.

### Sukcesy drużynowe
- Mistrzostwo Polski (2 razy): 1965, 1970
- Wicemistrzostwo Polski (4 razy):  1961, 1964, 1966, 1969

### Sukcesy indywidualne
Wiesław Gąsiorek
- Mistrz Polski gra pojedyncza (12 razy) - 1959, 1960, 1961, 1962, 1963, 1964, 1965, 1966, 1967, 1968, 1969, 1970
- Mistrz Polski gra podwójna (5 razy) - 1959, 1960, 1962, 1965, 1967
- Mistrz Polski gra mieszana (4 razy) - 1958, 1962, 1963, 1965
- Międzynarodowy Mistrz Polski gra pojedyncza (4 raz) - 1960, 1966, 1967, 1968
- Halowy Mistrz Polski gra pojedyncza (2 razy) - 1963, 1966
- Halowy Mistrz Polski gra podwójna (7 razy) - 1959, 1960, 1961, 1963, 1964, 1965, 1966
- Mistrz Polski juniorów gra podwójna (2 razy) - 1953, 1954

Józef Piątek
- Mistrz Polski gra podwójna (10 razy) - 1952, 1954, 1955, 1956, 1958, 1959,  1960, 1962, 1965, 1967
- Mistrz Polski gra mieszana (5 razy) - 1953, 1954, 1955, 1957, 1960
- Halowy Mistrz Polski gra pojedyncza (1 raz) - 1954
- Halowy Mistrz Polski gra podwójna (8 razy) - 1956, 1957, 1958, 1959, 1960, 1961, 1963, 1966

Jolanta Rozala
- Mistrz Polski juniorek  gra pojedyncza (2 razy): 1967, 1970
- Mistrz Polski juniorek  gra podwójna (3 razy): 1967, 1969, 1970
- Mistrz Polski juniorek  gra mieszana (3 razy): 1968, 1969, 1970

Jan Marcinkowski
- Halowy Mistrz Polski juniorów  gra pojedyncza (1 raz) - 1994

## Kajakarstwo
Początki sekcji w Warcie sięgają października 1945.

### Sukcesy
- Drużynowe Mistrzostwo Polski (3 razy): 1946, 1947, 1949
- Drużynowe Wicemistrzostwo Polski (8 razy): 1948, 1958, 1959, 1960, 1961, 1962, 1965, 1966

## Lekkoatletyka
Sekcja istniała od 1913 roku.

### Sukcesy
- Drużynowe Mistrzostwo Polski (5 razy): 1931, 1932, 1933, 1934 i 1935
- Za pięciokrotne z rzędu Mistrzostwo Polski Warta zdobyła przechodnią nagrodę prezesa PZLA inż. Znajdowskiego
- Drużynowe Mistrzostwo Polski juniorów: 1964

## Tenis stołowy kobiet
Sekcja założona w 1931 roku.

### Sukcesy
- Drużynowe Mistrzostwo Polski (3 razy): 1951, 1953, 1955

## Koszykówka
Sekcja koszykówki utworzona została w 1927 roku i od samego początku należała do najsilniejszych w okręgu.
W latach 1928, 1929, 1930 i 1931 Warta zostaje wicemistrzem, każdorazowo znajdując silniejszy od siebie zespół
Czarna Trzynastka Poznań, AZS Poznań, KPW Poznań. W 1932 roku, z powodu częściowego kryzysu koszykarze nie stają do mistrzostw okręgu, by w następne dwa sezony znów kończyć jako wicemistrz.
Po wojnie, pierwsze mistrzostwa okręgu zostają rozegrane w 1945 roku.
Warciarze po dobrej grze, razem z KKS Poznań zostają dopuszczeni do walk finałowych o prymat w kraju i zdobywają III miejsce.

### Sukcesy
- III miejsce w mistrzostwach Polski - 1946, 1947/1948 i 1953
- Występy w ekstraklasie (10 sezonów): 1947/1948 - 1954/1955, 1958/1959, 1960/1961
- Mistrz Polski (juniorów) - 1974

## Zapasy

### Historia
- Właściwie Józef Spychała i wszyscy znawcy i miłośnicy zapasów powinni wiedzieć o kogo chodzi[potrzebny przypis].

Sekcja (zwana potocznie "oddziałem Spychały) powstała w 1929 roku, właśnie z jego inicjatywy.
W 1929 roku Spychała zdobywa mistrzostwo Poznania w zapasach w wadze średniej i w tej samej wadze w podnoszeniu ciężarów, a jego wychowanek Kałek – w podnoszeniu ciężarów w wadze półciężkiej.
Rok później Kałek zdobywa wicemistrzostwo Polski i bije rekord Polski jednorącz – 75 kg.
Trudno wyliczać wszystkie osiągnięcia "oddziału Spychały", ale godnymi zapamiętania są: Tuszyński, Smól, Elsner, Rajkowski, Grzybowski, Grześkowiak i Kałek. Przed wojną wywalczają dla Warty wiele cennych trofeów na mistrzostwach Polski, zarówno w zapasach jak i podnoszeniu ciężarów.
Po wojnie Spychała reaktywuje sekcję w Warcie. Okazało się, że niemal wszyscy zawodnicy przeszli do innych klubów. W 1947 roku nowy zaciąg Spychały w zapasach deklasuje niemal wszystkich rywali. W latach 50. sztangiści nie mają sobie równych w okręgu, a zapaśnicy na macie święcą same triumfy. Wincenty Mąka w wadze ciężkiej zdobywa tytuł Mistrza Polski w 1951 i w 1952 roku. W kolejnym roku role się odwracają i to sztangiści osiągają lepsze wyniki.
W 1954 roku w mistrzostwach Polski nie występują kluby, a reprezentacje miast. W ekipie Poznania znalazło się aż 9 zawodników Warty. Wincenty Mąka po raz trzeci okazuje się najlepszy w kraju i zdobywa tytuł Mistrza Polski w wadze ciężkiej.
Jednocześnie występuje w reprezentacji Polski w meczu z Bułgarią.
W 1955 roku utworzono I i II ligę, do której to zaliczono Wartę. Warta zdecydowanie wygrała rywalizację, jednak nie awansowała do I ligi, gdyż rozgrywki potraktowano jako nieoficjalne. Nie przeszkodziło to warciarzom wygrać następnych rozgrywek i awansować. W 1956 roku Wincenty Mąka po raz czwarty zdobywa Mistrzostwo Polski w wadze ciężkiej, a Warta drużynowo kończy rozgrywki na czwartym miejscu. Świetnie spisuje się także junior K. Ciesielski, który w wadze lekkiej zdobywa mistrzostwo Polski i startuje w reprezentacji przeciwko Austrii.
W 1958 roku, kierownictwo po pierwszych niepowodzeniach postanawia wycofać zespół z rozgrywek, co jest równoznaczne ze spadkiem do II ligi. To z kolei powoduje odejście czołowych zawodników do innych klubów.
W 1959 roku Warta plasuje się dopiero na VI miejscu w II lidze. W 1960 zostaje zlikwidowana II liga, a na jej miejsce utworzona zostaje tzw. liga ośrodkowa, w której Warta zajmuje 2. miejsce.
Dalsze lata to liczne kłopoty, także lokalowe. Mimo to w 1965 roku "zieloni" omal nie awansowali do I ligi. W lidze terytorialnej zajęli 2. miejsce za Lechem Poznań (po niefortunnej porażce w rewanżu) i nie wykorzystali drugiej okazji, jaką był turniej wicemistrzów grup.
Późniejsze lata to już walka z kryzysem, choć nie brakowało sukcesów indywidualnych. W 1966 roku tytuł Mistrza Polski wywalczył Zbigniew Tima. Drużyna jednak plasowała się co roku w środku ligi terytorialnej. W 1970 roku ostatecznie rozwiązano sekcję zapaśniczą, a zawodników na mocy umowy przekazano do KS Cybina Poznań.
W ostatnim swym sezonie w ligi terytorialnej Warta zajęła III miejsce za Cybiną Poznań i Unią Swarzędz.

## Hokej na lodzie
Sekcja sportów zimowych w Warcie ukonstytuowała się w listopadzie 1929, ale już 1 stycznia 1930 następiła fuzja ze znacznie silniejszym Klubem Łyżwiarskim Poznań (KŁP). Warta wygrała mistrzostwo okręgu i wzięła udział w finale mistrzostw Polski w Krynicy zajmując trzecie miejsce w grupie B. Skład pierwszej drużyny Warty w hokeju na lodzie przedstawiał się następująco: Adamski, Urbański, Kaźmierczak, Leśniak, Karaśkiewicz, Kasprzak, Pantofliński oraz Bielajew. Hokeiści Warty rywalizowali głównie z innymi poznańskimi drużynami hokejowymi jak AZS Poznań i Lechia Poznań. 
Po II wojnie światowej, sekcja hokeja na lodzie wznowiła działalność dopiero w 1954, pod okiem Jacka Kowalskiego i wywalczyła awans do klasy wojewódzkiej. Brak sztucznego lodowiska oraz trudności sprzętowe spowodowały, że sekcja hokeja na lodzie zaprzestała swojej działalności w 1959.

## Motory
Sekcja motorowa powstała w Warcie po wojnie. Mimo trudności sprzętowych rozwijała się bardzo dynamicznie.
Zespół został zgłoszony do okręgowej ligi żużlowej, ale brak sprzętu spowodował, że spadł po jednym sezonie.
Zawodnicy Warty z powodzeniem startowali w imprezie "Złoty Kask". W 1959 roku przechodzi do przyzakładowej Ligi Przyjaciół Żołnierza i tym samym jest to zakończenie sekcji w Warcie.

## Piłka nożna kobiet
Sekcja piłki nożnej kobiet w Warcie powstała w 2000 roku i działała do 2 czerwca 2002 roku, kiedy to zmieniła nazwę na SS Atena Poznań.

## Piłka ręczna
Sekcja piłki ręcznej (jedenastoosobowa) powstała w Warcie w 1929 roku, ale już w sezonie 1930/31 Warta wygrywa mistrzostwa okręgu i staje do mistrzostw Polski, gdzie zdobywa tytuł wicemistrza Polski za szczypiornistami z Chorzowa. Skład wicemistrzów Polski: Borowski, Broniarz, Busza, Hamerski, Hauser, Konieczny, Kruszczyński, Marszałek, Przychodzki, Stawiński i Walachowski.
Po wojnie Warta wygrywa w 1945 roku mistrzostwo okręgu, a w finałach mistrzostw Polski w 1947 roku zieloni uplasowali się na 4. miejscu.
W 1948 powołano I ligę, do której zakwalifikowano także Wartę, która jednak z powodu trudności finansowych wycofała się z rozgrywek.
W kolejnych latach zespół dominuje w okręgu, ale wspomniane trudności uniemożliwiają start w mistrzostwach Polski.
Ostatecznie sekcję zlikwidowano w sezonie 1958/59.

### Sukcesy
Wicemistrz Polski w 1931 roku.

## Siatkówka kobiet
Sekcja założona w 1929 roku, jednak dopiero w 1933 siatkarki Warty pokazują się na mistrzostwach Polski, zajmując w Toruniu szóste miejsce. Mimo wygrania mistrzostw okręgu w 1934 i 1935 Warta ze względów finansowych nie startuje w mistrzostwach kraju. Ponowny start w mistrzostwach Polski w 1937 roku znowu kończą na szóstej pozycji.
Po zakończeniu wojny, siatkarki Warty wracają na tron mistrza okręgu i startują w mistrzostwach Polski w Lublinie, gdzie po dramatycznych meczach zdobywają tytuł Mistrza Polski.
(Skład Mistrzyń Polski: Irena Dusik, Jadwiga Grabowska, Irena Józefek, Gizella Kaźmierczak, Wanda Kowalska, Jolanta Łój, Salomea Robińska i Wanda Sekuła).
Mimo ponownego zdobycia mistrzostwa okręgu w następnym sezonie panie nie wystartowały w mistrzostwach Polski.
Kolejne lata to wyraźny spadek poziomu. W 1951 roku Warta wywalcza tytuł wicemistrza ZS. Stal, wyprzedzając Warszawę i Wrocław, ale jest to ostatni znaczący sukces. Późniejsze lata to gra w niższych klasach rozgrywkowych, aż w 1956 roku, po ukończeniu mistrzostw okręgu sekcję rozwiązano.
W 1975 roku reaktywowano sekcję, ale jej żywot nie trwał długo, bowiem zlikwidowano ją całkowicie w 1978.

### Sukcesy
- Mistrz Polski – 1946
- "etatowy mistrz okręgu" w latach 1929–1939 i 1946–1947

## Siatkówka mężczyzn

### Historia
Sekcja siatkówki powstała w Warcie w 1929 roku i mimo że zawodnicy traktowali tę dyscypliną jako uzupełniającą, ostatecznie uplasowali się na czwartym miejscu w okręgu. Następne lata były bardzo przeciętne, dopiero w 1934 zajęli 2. miejsce w okręgu za KPW Poznań. Do wybuchu II wojny światowej, siatkarze nie odnoszą poważniejszych sukcesów, permanentnie zostają wyprzedzani przez KPW Poznań.
W pierwszym sezonie powojennym, siatkarze zakwalifikowali się do gier eliminacyjnych o mistrzostwa Polski, wygrywając wcześniej mistrzostwa okręgu. Niestety, w kwalifikacjach zajęli ostatnie miejsce. W następnych sezonach zespół Warty grał wprawdzie w mistrzostwach okręgu, ale bez większego powodzenia.
W 1956 sekcja zaprzestaje działalności, a zawodnicy przechodzą do Budowlanych Poznań.

## Szachy
Sekcja szachów powstała w Warcie w 1931 roku z inicjatywy inż. Kutznera. Jednak dyscyplina ta nie osiągała sukcesów, gdyż przed wojną nie cieszyła się wielkim uznaniem.
Po wojnie sekcję reaktywowano w 1948 roku pod kierownictwem Franciszka Płużka. Sekcja szybko dogania czołówkę krajową i w 1951 roku zostaje sklasyfikowana na czwartym miejscu w kraju. W 1954 roku drużyna kwalifikuje się do finałów mistrzostw Polski. W 1955 szachiści awansują do I ligi, jednak nie biorą w niej udziału ze względu na trudną sytuację finansową. Jest to powodem odejścia niemal wszystkich zawodników do innych klubów. W 1960 roku Warta wycofuje się z Polskiego Związku Szachowego, a w 1967 roku zupełnie rozwiązuje sekcję.

### Sukcesy
- Mistrz Polski juniorów – K. Karwecki

## Inne
- Szermierka (od 1945)
- Pływanie (od 1928)
- Kolarstwo
- Koszykówka Męska (1927-1977)
- Koszykówka Kobiet (1927-1957)
- Kręglarstwo (1950-1968)
- Siatkówka mężczyzn (1929-1956)
- Gimnastyka
- Skoki do wody (od 2014)